# امیلی، ایور-ات-لوار
امیلی، ایور-ات-لوار (به فرانسوی: Amilly, Eure-et-Loir) یک کمون در فرانسه است که در Canton of Lucé واقع شده‌است.

## خصوصیات
امیلی ۲۰٫۰۱ کیلومترمربع مساحت و ۱٬۸۹۱ نفر جمعیت دارد.